# Alcipe (hija de Ares)
En la mitología griega Alcipe (en griego Ἀλκίππη) es una hija de Ares y Aglauro, una princesa de la estirpe de los Cecrópidas de Atenas.
La Biblioteca mitológica nos dice que de Agraulo y Ares nació Alcipe. A ésta trató de violarla Halirrotio, hijo de Poseidón y de la ninfa Éurite, pero fue descubierto y muerto por Ares. Poseidón lo acusó, y Ares, juzgado en el Areópago por los doce dioses, fue absuelto. Se dice que Dédalo, un excelente arquitecto y el primer escultor, había nacido de Alcipe y Eupálamo, hijo de Metión.
Pausanias también nos da su versión. Dice que yendo hacia la Acrópolis de Atenas se encuentra el santuario de Asclepio, digno de ver por todas las estatuas del dios y de sus hijas y por las pinturas. Hay en él una fuente, junto a la que dicen que Halirrotio, hijo de Poseidón, después de ultrajar a una hija de Ares, Alcipe, murió a manos de éste, y que por causa de este homicidio hubo por primera vez un juicio. De acuerdo a Paniasis Ares fue sentenciado a servir a los hombres mortales, probablemente como castigo por su asesinato.
El asesinato de Halirrotio dio lugar al primer juicio por asesinato de la historia, donde Ares fue juzgado por un jurado de olímpicos reunidos en la misma colina donde el hecho había ocurrido. Sin embargo, el dios de la guerra fue encontrado inocente dado que el único testimonio que el jurado tenía era el de Alcipe, la víctima de la violación. Desde entonces se conoce a la colina como Areópago (o también «colina de Ares»), en recuerdo del dios vengador.